# Brudermühlstraße
Die Brudermühlstraße ist eine Hauptverkehrsstraße im Münchner Stadtbezirk Sendling und Teilstück des Mittleren Rings. Seit 1988 führt sie den Hauptverkehrstrom auf einer Länge von 780 m durch einen Tunnel.

## Lage
Die Brudermühlstraße verbindet die Candidstraße mit der Heckenstallerstraße. Dabei teilt sie die Parkanlage Flaucher und überquert die Isar über die Brudermühlbrücke und den Großen Stadtbach über den Brudermühlsteg.

## Geschichte
Die Brudermühlstraße war ursprünglich eine Straße von nur lokaler Bedeutung in Sendling, da sie noch nicht die Isar überquerte. Der 1890 vergebene Straßenname rührt von einer Mühle her, die an dieser Stelle lag und zusammen mit einem benachbarten Bauernhof zwei verfeindeten Brüdern gehörte, von deren Fehde örtliche Sagen berichten. 1904 wurde die Wittelsbacherbrücke neu errichtet und die bisher als Wittelsbacherbrücke dienende Stahlfachwerkbrücke in Verlängerung der Brudermühlstraße versetzt. Die Anbindung auf dem Westufer über den großen Stadtbach und durch die Parkanlage Flaucher war nur auf geringe Lasten ausgelegt, so dass diese Isarquerung keine größere Verkehrsbedeutung erhielt.
Das änderte sich erst Anfang der 1950er Jahre, als der Mittlere Ring ausgebaut wurde. Die Brudermühlstraße wurde die südliche Querung der Isar und die erneuerten und wesentlich verstärkten Brücken bündelten jetzt den gesamten Schwer- und Durchgangsverkehr in diesem Teil der Stadt. An der Kreuzung mit der Thalkirchner Straße, dem späteren Resi-Huber-Platz wurde eine stählerne Behelfsüberführung errichtet, um den Durchgangsverkehr des Mittleren Rings kreuzungsfrei zu führen; ebenso wurde die Schäftlarnstraße über ein gleichartige Brücke über die Brüdermühlstraße geführt. Diese Provisorien blieben bis 1988 erhalten, als der Straßentunnel unter der Brudermühlstraße eröffnet wurde, der diesen Abschnitt des Rings von der Heckenstallerstraße bis nach Giesing kreuzungsfrei machte. Anschließend wurde 1988 die Brudermühlbrücke durch Anbau eines südlichen Teils verbreitert, 1989 wurde der Brudermühlsteg durch einen Neubau ersetzt.

## Verlauf
Die Brudermühlstraße schließt siebenspurig (drei Spuren Richtung West, vier Spuren Richtung Ost) an die Candidstraße an. Von dort überquert sie zunächst über die Brudermühlbrücke die Isar, verläuft durch den Flaucher und überquert über den Brudermühlsteg den Großen Stadtbach. Dahinter tritt die Straße seit 1988 sechsspurig (je drei Spuren in beide Richtungen) in den Brudermühltunnel ein.
Richtung Westen zweigen vor dem Tunneleingang zwei Fahrspuren zur Schäftlarnstraße und zur oberirdischen Brudermühlstraße ab, Richtung Osten kommen von der Schäftlarnstraße zwei Spuren, die sich zu einer vereinen, zu den Fahrbahnen aus dem Tunnel hinzu. Diese Spur bleibt dann im weiteren Verlauf als vierte Spur Richtung Osten erhalten. Die Ausfahrt zur Schäftlarnstraße führt am Heizkraftwerk Süd vorbei.
Westlich der Schäftlarnstraße verläuft die Brudermühlstraße sechsspurig im Tunnel und oberirdisch zweispurig mit Parkstreifen. Der oberirdische Teil kreuzt die Thalkirchner Straße unmittelbar südlich vom Abzweig der Implerstraße (am Resi-Huber-Platz) und vereinigt sich westlich dieser Kreuzung wieder mit dem aus dem Tunnel kommenden Teil. Weiter westlich unterquert die Brudermühlstraße dann die Plinganserstraße höhenfrei und geht unter ihr in die Heckenstallerstraße über.

## Verkehrsbedeutung

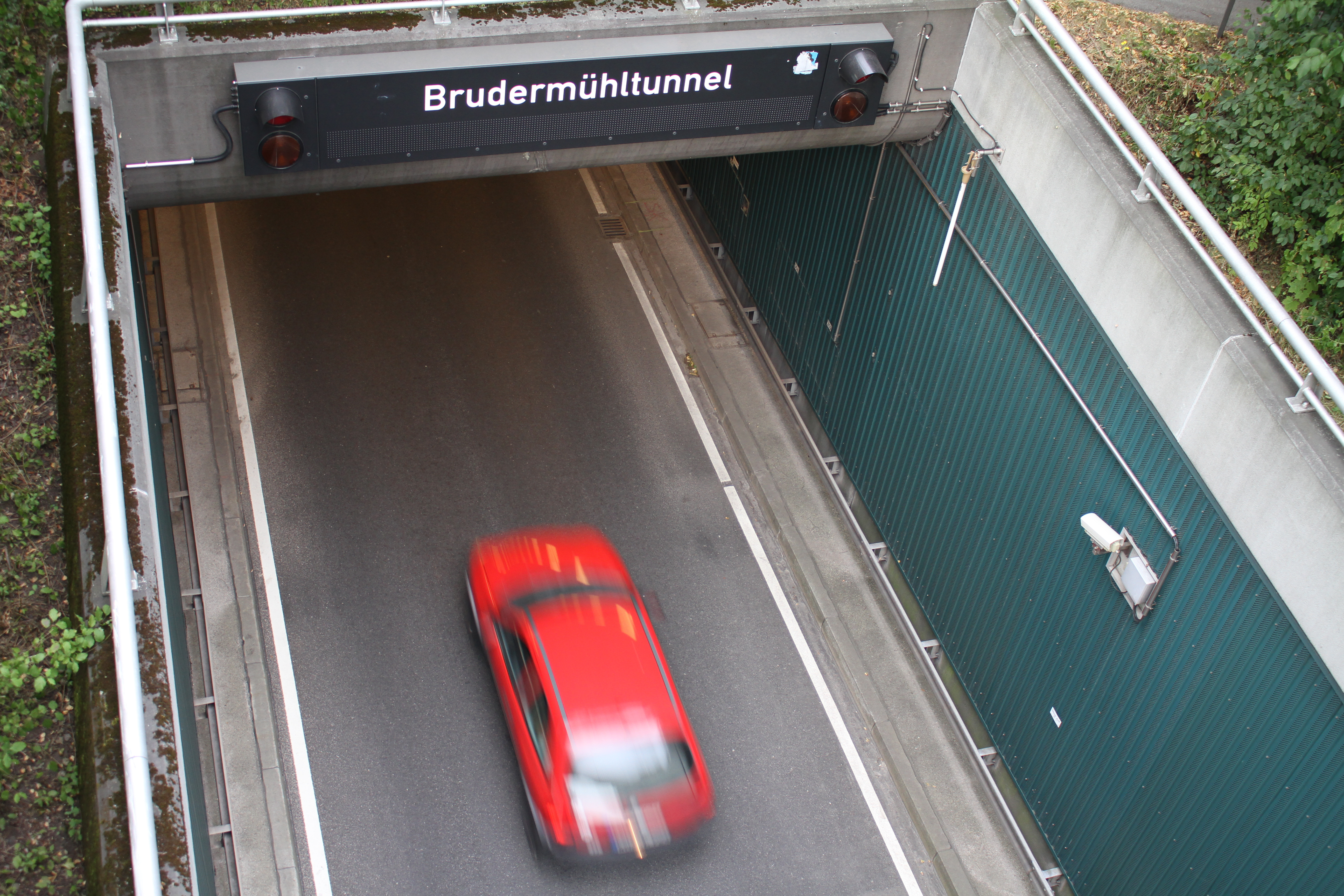
Tunnelzufahrt

Wegen des fehlenden Ringschlusses des Autobahnrings der A99 ist der Fernverkehr in diesem Abschnitt des Mittleren Rings besonders stark, verläuft aber zum größten Teil durch den Tunnel. Der oberirdische Teil der Brudermühlstraße hat eine besondere Bedeutung als Hauptzubringer für die Großmarkthalle München, deren Haupteingang an der Schäftlarnstraße liegt. Daher ist für den Lastverkehr ein zweispuriges Linksabbiegen zur Brudermühlstraße Richtung Osten vorgesehen, und die Ampelphase für die Linksabbieger von der Schäftlarnstraße zur Brudermühlstraße ist deutlich länger als für den aus dem Süden kommenden Gegenverkehr.
Im ÖPNV gibt es am Brudermühlplatz den U-Bahnhof Brudermühlstraße. Die Metrobus-Linie 54, 153 und der Expressbus X30 durchlaufen mit zwei Haltestellen die Brudermühlstraße.

## Kunst am Bau

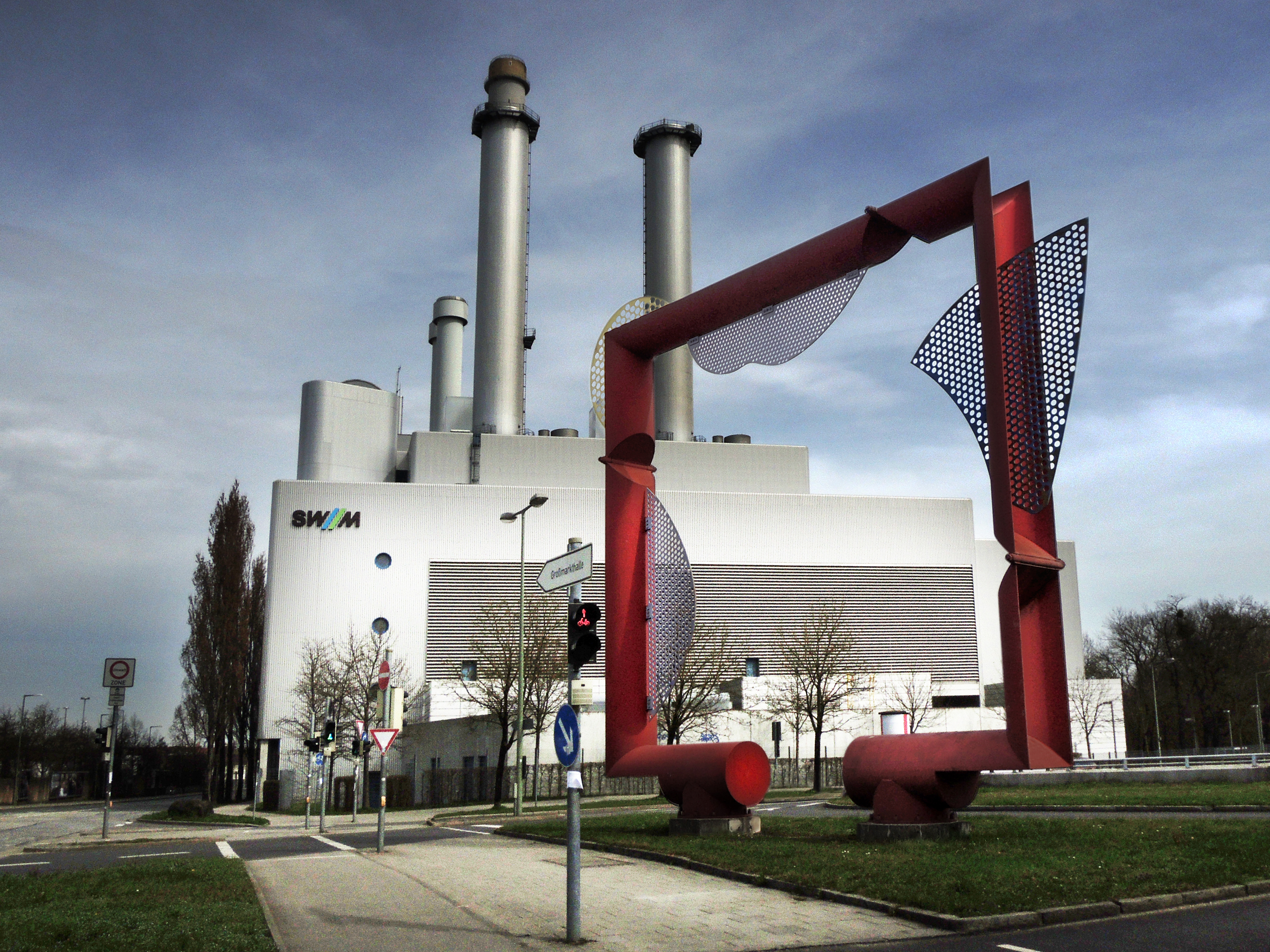
Torkonstruktion von Johannes Leismüller (1989) vor dem Heizkraftwerk Süd

Während der Untertunnelung der Brudermühlstraße wurde von einer aus mehreren Künstlern und Architekten bestehenden Projektgruppe ein Kunstkonzept erarbeitet, das „den Mittleren Ring zum einen als Gesamtheit definieren und zum anderen als Abfolge von Abschnitten herausstellen sollte“. Verwirklicht wurden zwei Projekte, die aus Kunst-am-Bau-Mitteln des Tunnelbaus finanziert wurden:
- Torkonstruktion von Johannes Leismüller (1989) am östlichen Ende des Brudermühltunnels über dem Tunnelportal (Lage):
Das Tor besteht aus einem Rahmen aus dicken roten Rohren, an dem unregelmäßig geformte durchbrochene Metallgitter angebracht sind, was der Konstruktion ein luftiges Aussehen verleiht. Durch die kräftige rote Farbe kontrastiert der Rahmen mit dem dunklen Tunneleingang. Wie ein Diarahmen umrahmt die Torkonstruktion den Blick nach Osten auf den offenen Straßenverlauf über Flaucher bzw. nach Westen auf den von Häusern gesäumten oberirdischen Teil der Brudermühlstraße.

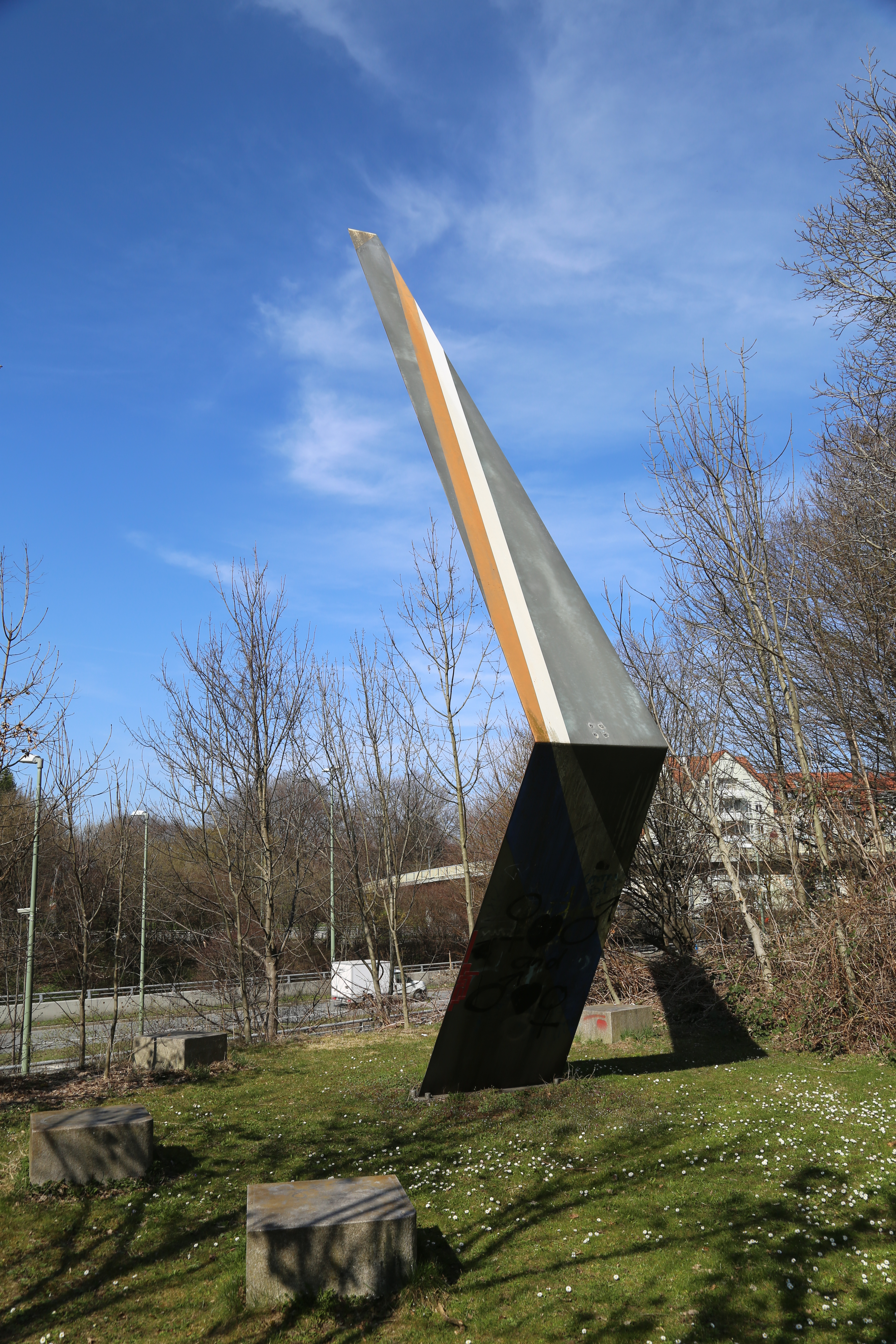
Stadtverweiszeichen von Stefan Wewerka

- Stadtverweiszeichen von Stefan Wewerka (1989) am westlichen Ende des Brudermühltunnels nördlich und südlich der Straße (Lage1, Lage2):
Dabei handelt es sich um zwei schräg gestellte Winkel, die die verschiedenen Fahrbahnen und Abzweigungen umrahmen und zusammenfassen. Je nach Fahrtrichtung weisen die Verweiszeichen zum einen auf das Heizkraftwerk Süd mit seinen Kaminen und zum anderen auf den Rundpavillon auf dem Neuhofener Berg mit dem Denkmal für die Luftkriegsopfer und auf die barockisierende Kirche St. Achaz.

Auf dem 2012 Resi-Huber-Platz benannten Platz an der Kreuzung der Brudermühlstraße mit der Thalkirchner Straße steht zudem die Schriftenstele von Leo Kornbrust. Sie ist aber keine Kunst am Bau im Zusammenhang mit dem Brudermühltunnel, sondern entstand zusammen mit den von dem Architekten Paolo Nestler entworfenen Lüftungsschächten des unter der Kreuzung liegenden U-Bahnhofs Brudermühlstraße als Kunst am Bau für den Bahnhof.